# Ludwigslied

Ludwigslied (en inglés, Lay o Song of Ludwig) es un poema del Viejo Alto Alemán (OHG) de 59 coplas que riman, celebrando la victoria del ejército franco, liderado por Luis III de Francia, sobre asaltantes daneses (vikingos) en la batalla de Saucourt-en-Vimeu el 3 de agosto de 881.
El poema es completamente cristiano en ética. Presenta las incursiones vikingas como un castigo de Dios: hizo que los hombres del norte cruzaran el mar para recordarles a los francos sus pecados e inspiraron a Louis para que acudiera en ayuda de su gente. Luis alaba a Dios antes y después de la batalla.
El poema se conserva en más de cuatro páginas en un único manuscrito del siglo noveno anteriormente en el monasterio de Saint-Amand, ahora en la Bibliothèque municipal, Valenciennes (Codex 150, f. 141v-143r). En el mismo manuscrito, y escrito por el mismo escriba, se encuentra la antigua secuencia francesa de Santa Eulalia.

The Ludwigslied In Braune's Althochdeutsches Lesebuch, 8ª edición, 1921
El poema habla de Luis en tiempo presente: se abre: "Conozco a un rey llamado Ludwig que voluntariamente sirve a Dios. Sé que lo recompensará por ello". Desde que Louis murió en agosto del año siguiente, el poema debe haberse escrito dentro de un año de la batalla. Sin embargo, en el manuscrito, el poema está encabezado por la rúbrica latina Rithmus teutonicus de piae memoriae Hluduico rege filio Hluduici aeq; regis ("canción alemana al recuerdo amado del rey Luis, hijo de Luis, también rey"), lo que significa que debe ser una copia de un texto anterior.
- Datos: Q1751798